# Mig mang
Mig mang ou mig mangs (tibétain : མིག་མངས, Wylie : Mig mangs), souvent orthographié ming mang est un terme générique pouvant désigner différents jeu de stratégie combinatoire abstrait de type jeu de guerre au Tibet. Il peut aussi bien s’appliquer au go tibétain qu’aux échecs chinois ou xiangqi, et il peut également être utilisé pour former le nom d’autres jeux de guerre tels que les échecs du tigre tibétains.

## Étymologie
Mig pourrait faire référence aux diagrammes (les motifs de lignes horizontales et verticales) représentés sur le plateau du jeu, tandis que mang renverrait à l'idée selon laquelle plus il y a de diagrammes sur le plateau, plus il faut de pièces pour jouer, mais le terme est également parfois traduit par « plusieurs yeux ».

## Histoire
Ce jeu est attesté au début du XXe siècle, il est populaire dans les communautés de moines tibétains avant l’intervention militaire chinoise au Tibet dans les années 1950 et le soulèvement tibétain de 1959, et parmi les familles aristocratiques.

## Le go tibétain

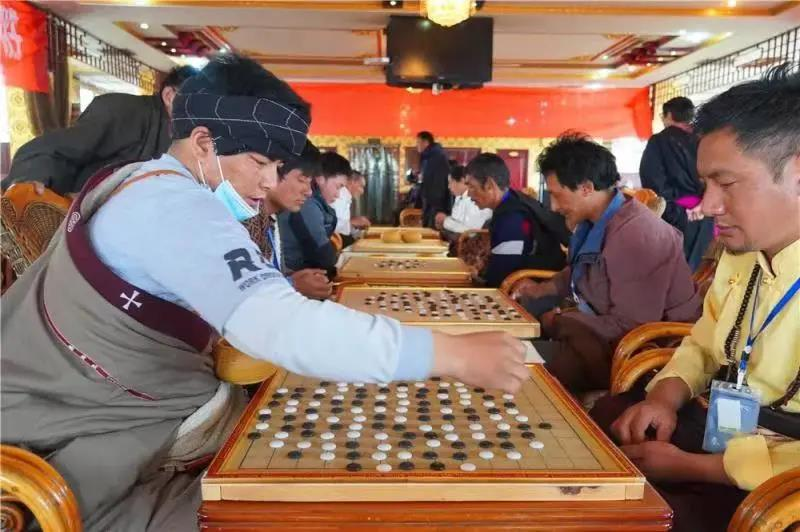
Compétition de Mig mang

### Matériel de jeu
Les Tibétains autochtones du Tibet ou issu de la diaspora ont dû s’adapter et utiliser n'importe quel plateau disponible, qu'il s'agisse d'un plateau 19 x 19 de type goban, 8 x 8 de type damier ou encore d’un échiquier, mais le go tibétain se joue traditionnellement sur un plateau 17 x 17.
Le nombre de pièces par joueur dépend de la taille du plateau : pour un jeu en 17 × 17, chaque joueur dispose initialement de 32 pièces sur le plateau et 32 en réserve, soit 64 au total; pour la version en 9 × 9, chacun place 16 pièces au départ, et 16 en réserve.

### Règles du jeu
- Le but est de capturer les pièces adverses : lors de la capture, la pièce prise est remplacée par une pièce de l’autre couleur provenant de la réserve du joueur effectuant la capture[10].

- Le joueur qui a les pièces blanches commence.

- Les joueurs jouent chacun leur tour. Chaque joueur ne déplace qu'une seule pièce par tour.

- Le mouvement des pièces est orthogonal, comme pour la tour aux échecs internationaux ou dans les jeux de tafl. On peut déplacer la pièce d'autant d’intersection que l'on désire tant que l'espace est inoccupé.

- Il est interdit de déplacer une pièce qui ramène le jeu à une situation précédente.

- La capture d'une pièce ennemie ou d'une ligne de pièces ennemies se fait par la méthode dite du « gardien » : la pièce du joueur se déplace de manière adjacente à côté d'une pièce ou d'une ligne ennemi qui possède déjà une ou des pièce(s) amie(s) sur le flanc. Toutes ces pièces doivent être dans la même rangée ou colonne sans espace libre entre elles. Les pièces capturées sont alors retirées du plateau et immédiatement remplacée par autant de pièces amies.

### Différences avec le jeu de go classique
À la différence du jeu de go classique, une pièce, au mig mang ne peut pas être jouée à une intersection où l'adversaire vient de retirer une pièce. Cette règle est si différente des autres règles majeures qu'elle change à elle seule considérablement le caractère du jeu.
Autre différence : le joueur qui occupe ou entoure les quatre coins reçoit un bonus de 40 points, plus 10 autres s'il contrôle également le point central.